# Romagnese
Romagnese – miejscowość i gmina we Włoszech, w regionie Lombardia, w prowincji Pawia.
Według danych na rok 2004 gminę zamieszkiwało 909 osób, 31,3 os./km².